# 장마루로
장마루로(Jangmaru-ro)는 충청남도 논산시 광석면 산동리삼거리 에서 충청남도 공주시 이인면 공주역교차로 를 잇는 도로이다.

## 주요 경유지
충청남도
- 논산시 (광석면 . 노성면) - 공주시 (이인면)

## 노선
| 이름          | 접속 노선                | 소재지 | 소재지 | 비고                    |
| ------------- | ------------------------ | ------ | ------ | ----------------------- |
| 산동리삼거리  | 논산평야로               | 논산시 | 광석면 |                         |
| 광석 교차로   | 국도 제23호선 (득안대로) | 논산시 | 광석면 |                         |
| 황화천교      |                          | 논산시 | 광석면 |                         |
| 이사교        |                          | 논산시 | 광석면 |                         |
| 이사리삼거리  | 광석로                   | 논산시 | 광석면 |                         |
| 신당 교차로   | 사계로                   | 논산시 | 광석면 |                         |
| 눈다리 교차로 | 사월길                   | 논산시 | 광석면 |                         |
| 사월천교      |                          | 논산시 | 광석면 |                         |
| 덕포천교      |                          | 논산시 | 광석면 |                         |
| 오강리삼거리  | 선사로                   | 논산시 | 광석면 |                         |
| (이름없음)    | 노성로                   | 논산시 | 노성면 | 지방도 제645호선과 중복 |
| 노티교        |                          | 논산시 | 노성면 | 지방도 제645호선과 중복 |
| (이름없음)    | 만마름길                 | 공주시 | 이인면 | 지방도 제645호선과 중복 |
| 신영교        |                          | 공주시 | 이인면 |                         |
| 신영교        |                          | 공주시 | 이인면 |                         |
| 공주역 교차로 | 구부내로                 | 공주시 | 이인면 |                         |

## 주요 시설및 건물
- 농협 노성농협 장마루지점 (장마루로 934/죽림리 335-1)